# USS Constellation (1961)

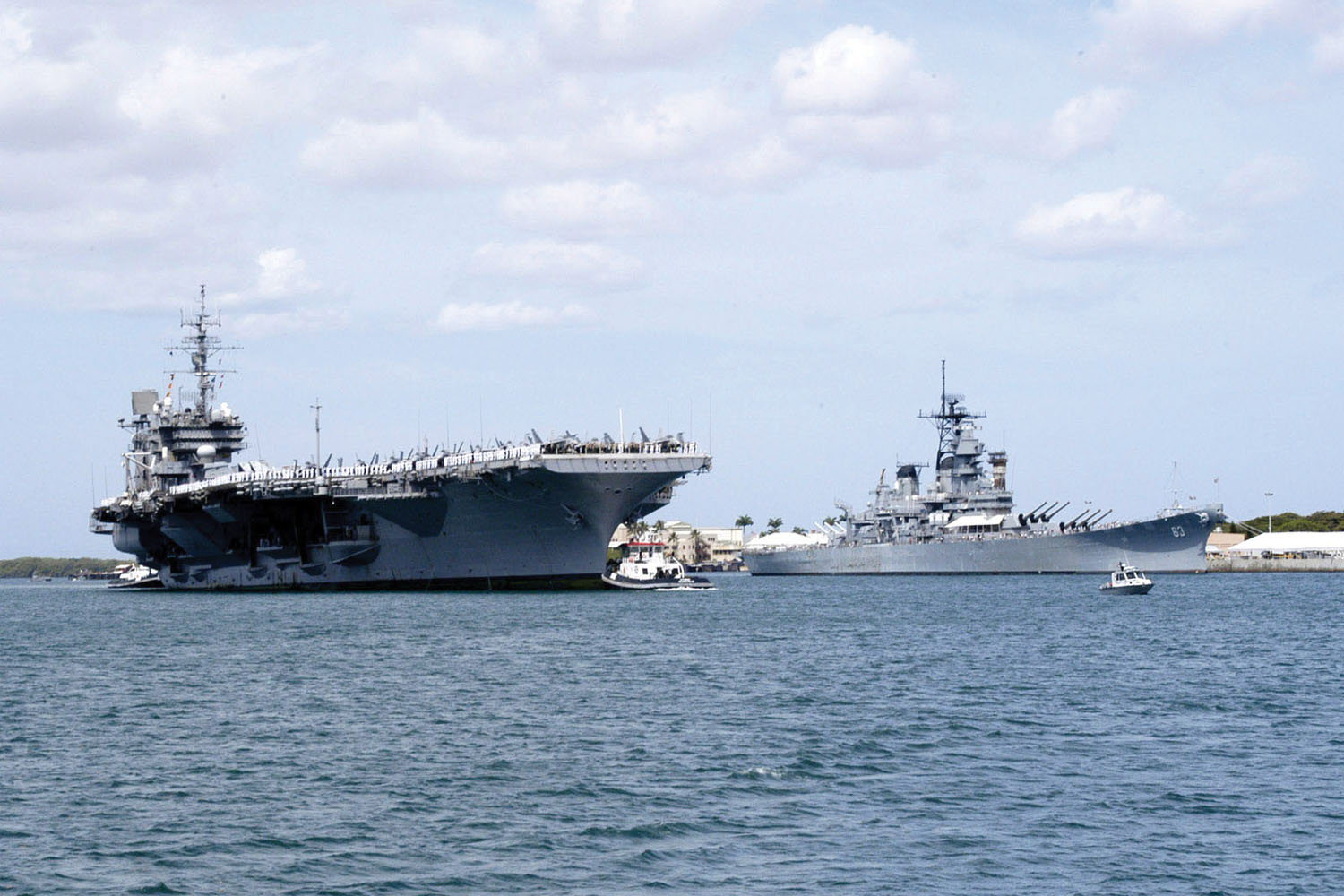
De USS Constellation met op de achtergrond het slagschip USS Missouri in Perth (Australië).

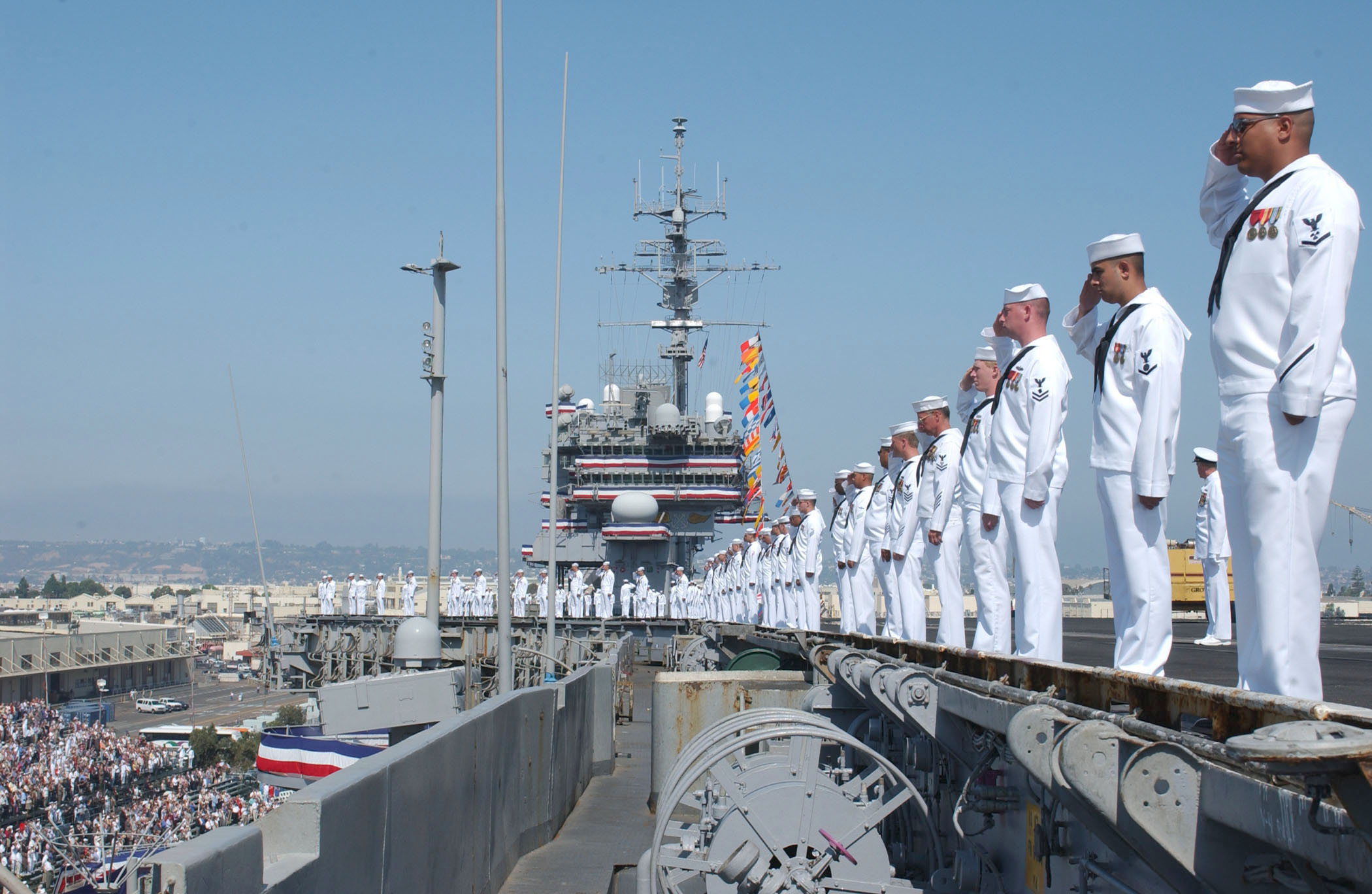
De Constellation bij de ceremonie voor de uitdienstneming op 7 augustus 2003 in Naval Air Station North Island. Matrozen salueren tijdens het volkslied.

De USS Constellation (designatie: CV-64, eerst CVA-64) is een Amerikaans supervliegdekschip uit de Kitty Hawk-klasse. Het kreeg zijn naam van de sterren op de Amerikaanse vlag. De kiellegging vond plaats in 1957 en het schip was in 1960 klaar. In 1961 werd het in dienst genomen door de United States Navy. In 2003 werd het uit dienst genomen en vervangen door de USS Ronald Reagan. Sindsdien ligt het te wachten op wat er verder mee zal gebeuren.

## Geschiedenis

### Jaren 1960
Na de indienstname en testen verliet de Constellation op 7 februari 1962 de thuishaven voor de eerste vliegtuigtesten. Na de eerste testen met het opstijgen en landen van gevechtsvliegtuigen volgde een vaart van twee maanden in de Caraïben. Midden 1962 werd de USS Constellation overgeplaatst naar de Pacifische vloot. Het schip vertrok via Kaap Hoorn naar de nieuwe thuishaven in San Diego. Vandaaruit ondernam het een eerste reis in de Grote Oceaan als onderdeel van de 7de vloot. Een tweede reis begon op 5 mei 1964. De USS Constellation loste hier de klassegenoot USS Kitty Hawk af in de Golf van Tonkin nabij Vietnam. Vandaaruit werden spionagemissies gevlogen boven Laos. Hierna meerde het schip aan in de haven van Hongkong. Een paar dagen later, nadat de torpedojager USS Maddox was aangevallen door Noord-Vietnameese torpedoboten, werd de Constellation terug naar de Golf van Tonkin geroepen. In februari 1965 keerde het schip terug naar de thuishaven waar het een onderhoudsbeurt van acht maanden kreeg.
In mei 1966 werd het vliegdekschip terug naar Vietnam gestuurd. Vliegtuigen moesten vanaf de Constellation vijandelijke infrastructuur vernietigen tijdens de Vietnamoorlog. Op 13 juli haalde een van die vliegtuigen voor het eerst ook een MiG-17 neer. In december werd de thuisreis ingezet. Het schip had tijdens de missie van zeven maanden 16 bemanningsleden en 15 vliegtuigen verloren. Na een kort onderhoud werd de Constellation voor de derde keer ingezet nabij Zuid-Vietnam. Tijdens deze missie van acht maanden werden luchtaanvallen gevlogen. Meer noordelijk werden vier MiG's uitgeschakeld. De oorlog eiste deze keer 20 bemanningsleden en 16 vliegtuigen van het schip. Na een half jaar thuis keerde de USS Constellation in mei 1968 opnieuw naar Vietnam. Deze missie duurde acht maanden. Er gingen 14 mensen en 15 vliegtuigen verloren. In augustus 1969 keerde de Constellation voor de vijfde keer terug. De missie duurde negen maanden en kostte zes bemanningsleden en zeven vliegtuigen.

### Jaren 1970
Na de thuiskomst van Vietnam in 1970 ging de USS Constellation negen maanden in onderhoud. Op 1 oktober 1971 volgde een nieuwe missie in Vietnam. Er werden bombardementen en verkenningsvluchten gevlogen. Het einde van de missie was nabij toen Noord-Vietnam op 30 maart 1972 een offensief lanceerde. De missie werd hierop verlengd en er volgden zware luchtaanvallen tegen Noord-Vietnameese doelwitten. De missie eindigde alsnog op 1 juli. Vier bemanningsleden en zeven vliegtuigen waren verloren gegaan.
Na een paar maanden in de VS ging het in januari 1973 weer terug naar Zuidoost-Azië. Na het vredesakkoord van Parijs werden nog luchtaanvallen uitgevoerd in Laos tot ook daar een staakt-het-vuren van kracht werd. Vervolgens werden vooral vluchten uitgevoerd ter ondersteuning van ontmijningsacties. In oktober keerde het schip huiswaarts waar een onderhoud van negen maanden volgde. In juni 1974 vertrok de Constellation voor de eerste keer in tien jaar op een reis in vredestijd. De vaart van zes maanden naar de Perzische Golf eindigde op 23 december 1975. Terug in de VS kreeg het schip een onderhoud en upgrade die veertien maanden duurde. Na de aanpassingen kon het de nieuwe S-3A Viking- en F-14A Tomcat-gevechtsvliegtuigen ontvangen. Na de testen volgde een trip naar Azië van april tot november 1977. De volgende reis was van september 1978 tot mei 1979. Die reis had normaal al in maart moeten eindigen maar de Constellation bleef langer in de Indische Oceaan als reactie op de crisis in Jemen.

### Jaren 1980
Na nog een reis eind 1982 kreeg de USS Constellation een nieuwe onderhoudsbeurt van 13 maanden. Het raketsysteem werd hier vervangen door NATO Sea Sparrows en er werd een CIWS (Close-in Weapon System) geïnstalleerd. Het schip werd ook aangepast voor het nieuwe F/A-18A Hornet-gevechtsvliegtuig. Dat vliegtuig werd op de Constellation voor het eerst op zee getest in 1985. In 1987 escorteerden vliegtuigen vanaf het vliegdekschip olietankers in de Golf tijdens de Iran-Irakoorlog. Eind 1988 begon nog een reis door de Indische Oceaan die in juni 1989 eindigde in San Diego.

### Jaren 1990
Daar vertrok het weer op 12 februari 1990. Tijdens de reis naar de oostkust van de Verenigde Staten werden luchtoefeningen gehouden met verschillende Zuid-Amerikaanse landen. De Constellation voer daarna de militaire scheepswerf in Philadelphia in voor een driejarig Service Life Extension Program (SLEP) van $800 miljoen. Hieronder viel ook de vervanging van de stoomturbines. Het programma moest het schip zodanig moderniseren dat het 15 jaar langer kon meegaan. In maart 1993 werd het voltooid.
De Constellation voer terug naar San Diego terwijl onderweg nog luchtoefeningen werden uitgevoerd. In 1994 vertrok het schip opnieuw voor oefeningen nabij Japan en Korea. Hierna ging het naar de Perzische Golf waar het mee de no-flyzone boven Zuid-Irak controleerde. De reis van zes maanden eindigde met de aankomst in de thuishaven op 10 mei 1995. Van april tot oktober 1997 volgde een nieuwe missie in de Perzische Golf onder het commando van de 5de vloot. Toen in 1999 de spanningen tussen Noord- en Zuid-Korea opnieuw opliepen vertrok de USS Constellation in juni dat jaar naar de regio. In augustus ging het verder naar de Perzische Golf waar opnieuw werd deelgenomen aan missies tegen Irak. Op 17 december was het schip weer thuis.

### Jaren 2000
De 20ste reis van de Constellation begon op 16 maart 2001 en bracht het schip opnieuw naar de Perzische Golf. Aldaar werden luchtaanvallen gevlogen na Iraakse schendingen van de no-flyzone. Na in Pearl Harbor te zijn geweest ging het hierna weer naar huis waar het op 14 september arriveerde. Op 2 november 2002 vertrok de Constellation ter ondersteuning van Operatie Enduring Freedom. Twee weken later kwam het schip aan in de Perzische Golf. De operatie begon daar op 19 maart 2003, samen met nog twee vliegdekschepen in de Golf en twee in de Middellandse Zee. De USS Constellation opereerde 's nachts en lanceerde in totaal 1500 vluchten met 770 ton bommen. Eén vliegtuig verongelukte door een fout, maar zonder gewonden. Op 17 april vertrok het schip - voor de laatste keer - terug naar San Diego. Op 1 juni landde het laatste vliegtuig op het vliegdek. De laatste van 395.710 landingen.

### Buitendienststelling
Na 41 jaar dienst werd de USS Constellation op 7 augustus 2003 buiten dienst gesteld. Het vliegdekschip werd van 12 september naar de inactieve vloot in Washington gesleept en op 2 december van de officiële scheepsregister van de marine geschrapt (stricken). Het schip behoort momenteel (2007) tot reservecategorie "X". Daardoor krijgt het geen onderhoud maar wordt het wel beschut tegen brand en overstroming. Het schip wacht nu op de sloop, verkoop aan een ander land, gebruik als doelwit, conversie tot museumschip of donatie.